# Taenitis dimorpha
Taenitis dimorpha är en kantbräkenväxtart som beskrevs av Holtt. Taenitis dimorpha ingår i släktet Taenitis och familjen Pteridaceae. Inga underarter finns listade.